# Talat Yörük
Talat Yörük (* ? in Istanbul) ist ein ehemaliger türkischer Fußballspieler.

## Karriere

### Verein
Über Yörüks Vereinsfußballkarriere ist sehr wenig bekannt. Er spielte lange Zeit für Karagümrük SK. Während der Zeit seines Militärdienstes spielte er für die Betriebsmannschaft der Bodenstreitkräfte, für Ankara Karagücü. Anschließend spielte er weiter für Karagümrük.

### Nationalmannschaft
Yörük wurde während seiner Tätigkeit bei Ankara Karagücü vom damaligen Nationaltrainer Doğan Andaç in den Kader der türkischen Nationalmannschaft nominiert und nahm mit ihr am ECO-Cup teil. Hier belegte man zum Turnierende den zweiten Platz. Yörük kam am 25. Juli 1965 bei der Begegnung gegen die iranische Nationalelf zu seinem ersten und einzigen Länderspieleinsatz.

## Erfolge
- Türkische Nationalmannschaft:
  - Zweiter beim ECO-Cup (1): 1965